# Gustav Hatzfeld

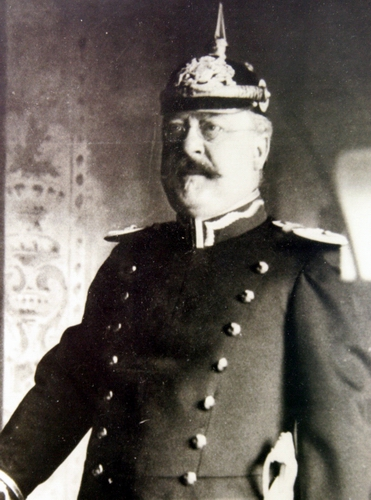
Gustav Hatzfeld um 1890

Gustav Hatzfeld (* 21. August 1851 in Grünstadt, Pfalz, Königreich Bayern; † 5. September 1930 in Pirmasens) baute die Polizeitruppe der Stadt Ludwigshafen am Rhein auf und wirkte 34 Jahre als deren Chef, ab 1918 im Range eines Polizeirates.

## Leben

### Herkunft und frühes Leben
Gustav Hatzfeld wurde im vorderpfälzischen Grünstadt geboren, besuchte dort die Lateinschule und diente danach als Artillerist in der Bayerischen Armee. Vor seinem Polizeidienst lebte er in Pirmasens und übte den Beruf eines Amtsgerichtssekretärs zu Zweibrücken aus. In seinen Ludwigshafener Einstellungsunterlagen von 1886 heißt es diesbezüglich, Hatzfeld sei:

„...ausweislich der Zeugnisse Absolvent der Lateinschule und hat sich infolge seiner langjährigen Thätigkeit bei Gericht und der obersten Staatsanwaltschaft, sowie durch seine Vorbereitung auf die bestandene Prüfung für das Gerichtsschreiberamt, insbesondere durch seine Amtierung als Königlicher Amtsgerichtssekretär in der Abteilung für Strafsachen und endlich durch seine Stellvertretung des Amtsanwaltes bei dessen Verhinderung und Beurlaubung eine umfassende Kenntnis aller Reichs- und Landesgesetze erworben, die es ihm ermöglichen, allen Anforderungen an die Obliegenheiten des Polizei-Kommissärs einer Großstadt zu entsprechen. Hatzfeld ist kräftigen, gesunden Aussehens, war 3 Jahre lang Soldat bei der Artillerie, versah zuletzt Feldwebeldienst und bietet somit auch Garantie für gute Handhabung der Disziplin unter der Polizeimannschaft“

### Polizeichef in Ludwigshafen
Ludwigshafen wurde 1852 zur selbstständigen Gemeinde, 1859 zur Stadt erhoben. Während bis dahin die staatliche, königliche Gendarmerietruppe für Recht und Ordnung sorgte, trat 1869 die Pfälzische Gemeindeordnung in Kraft, wodurch in Städten die allgemeinen Polizeiangelegenheiten in kommunale Hand übergingen. In Ludwigshafen stieg der bisherige örtliche Polizeidiener Johannes Rehm zum ersten Polizei-Kommissär der 5.000 Einwohner zählenden Stadt auf. Es handelte sich lediglich um eine kleine Truppe von 5 kommunalen Polizisten. Rehm wurde wegen Misshandlung zweier Festgenommener 1874 gerichtlich belangt und entlassen. Sein Nachfolger Georg Gschwindt musste am 5. April 1886 seinen Dienst quittieren, da er die Hundesteuerliste manipuliert und angeblich Geld veruntreut hatte, was ebenfalls eine gerichtliche Untersuchung nach sich zog.
Die bisher so unglücklich verwaltete Stelle des Ludwigshafener Polizeikommissärs war erneut zu besetzen. Aus der enormen Anzahl von 165 Bewerbern entschieden sich die Stadtväter einstimmig für Gustav Hatzfeld, da er die beste Reputation und die besten Qualitäten besaß. Er sollte, wie es bei der Einstellung hieß, die „zerrütteten polizeilichen Verhältnisse“ in Ludwigshafen beenden und die junge städtische Polizeitruppe endlich nachhaltig organisieren.

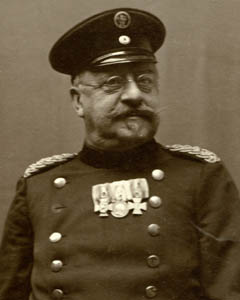
Gustav Hatzfeld als Polizeirat 1918

Das in ihn gesetzte Vertrauen erfüllte Gustav Hatzfeld in vollem Maße und wurde zum eigentlichen Begründer der Ludwigshafener Polizei. Am 1. August 1886 trat er sein neues Amt an, sofort initiierte er einen regelmäßigen Tagesposten- und Nachtpatrouillendienst, sowie die Erhöhung der Dienststärke. Ab 1887 nannte sich die Polizeitruppe „Schutzmannschaft der Stadt Ludwigshafen am Rhein“. Am 15. Mai 1888 erließ Hatzfeld eine selbstverfasste „Dienstvorschrift für die Schutzmannschaft der Stadt Ludwigshafen am Rhein“, die in 29 Paragraphen das polizeiliche Wirken zeitgemäß umschrieb und regelte. Im Herbst des gleichen Jahres setzte der Polizeichef auch 4 Kriminalschutzleute ein, um schwere Delikte zu verfolgen. 1890 errichtete Hatzfeld eine eigene „Kriminalabteilung“ und ließ alle Ludwigshafener Schutzleute durch unterschiedliche Nummern auf den Schulterklappen kenntlich machen.
Im Frühjahr 1901 musste Gustav Hatzfeld seinen spektakulärsten Kriminalfall lösen, der den „Pfälzischen Jack the Ripper“ betraf, wie es die zeitgenössische Presse formulierte.  Ein „Phantom“ beunruhigte ab August 1900 die Stadt. Der Täter schlich sich gewöhnlich nachts, in der Gegend des Bahndamms bei Mundenheim an Liebespaare heran, stach wahllos mit einem Messer bzw. einer Feile immer nur auf die Frauen ein und brachte ihnen teils schwere Unterleibsverletzungen bei. Insgesamt waren 14 weibliche Opfer zu beklagen; die Taten erregten großes Aufsehen im In- und Ausland. Der Polizeichef klärte die mysteriöse Angelegenheit schließlich in einer außergewöhnlichen Aktion auf. Am Abend des 27. Aprils 1901 ließ Hatzfeld vier seiner Beamten als Liebespaare verkleiden, wobei laut „Pfälzer Kurier“ vom 30. April „zwei Schutzleute täuschend echt als Frauenzimmer verkleidet“ waren. Laut dem gleichen Pressebericht verfügte sich „eine Abteilung Schutzleute unter Führung des Herrn Polizeikommissärs Hatzfeld in das fragliche Terrain und hatte dort nach seiner Anleitung an verschiedenen Plätzen Aufstellung genommen“. Tatsächlich gelang es, den Täter mit den männlichen „Polizeiliebespaaren“ an jenem Abend in die Falle zu locken und festzunehmen. Es handelte sich um einen 25-jährigen, psychisch Gestörten aus Langmeil, der sich angeblich einmal durch eine Frau eine „schwere Krankheit“ zugezogen und deshalb dem weiblichen Geschlecht „Rache geschworen“ hatte. In diesem Kriminalfall, der auch unter den Bezeichnungen „Mädchenstecher Graf“ oder „Der Ludwigshafener Aufschlitzer“ bekannt wurde, trat Hatzfeld am 13. September 1901 unter großem Presseinteresse als einer der Hauptzeugen beim Landgericht Frankenthal auf.
1902 erhielten die Beamten Schusswaffen, während sie bisher nur Säbel trugen. 1903 bestand die Stärke der kommunalen Einheit bereits in 72 Mann. 1907 erließ Gustav Hatzfeld eine neue Dienstvorschrift mit 82 Parapraphen, welche seine vorherige ersetzte; gleichzeitig verfasste er eine zukunftsweisende, 100-seitige Denkschrift zur Neuorganisation des Polizeidienstes in Ludwigshafen. Ab 1908 trug der bisherige Polizeikommissär Hatzfeld den Titel „Polizeiinspektor“. Bei Kriegsausbruch 1914 befehligte der Polizeichef eine Einheit von 117 Mann. Am 27. Mai 1915 erfolgte der erste französische Luftangriff auf die völlig überraschte Stadt und forderte 12 Todesopfer. Bis Kriegsende sollten es 33 Fliegerangriffe mit insgesamt 44 Todesopfern sein; eine völlig neuartige Herausforderung für den Polizeiinspektor und seine Männer, die sie jedoch mit großer Umsicht bewältigten. 1918 beförderte man Gustav Hatzfeld zum Polizeirat und übernahm ihn damit in die höhere Beamtenlaufbahn. Am 6. Dezember 1918 wurde Ludwigshafen französisch besetzt. Die Besatzungsbehörde bestätigte Hatzfeld als Leiter der Polizei. Am 1. März 1919 richtete das städtische Polizeiamt eine Steckbriefsammlung ein, ab 12. Mai des Jahres durften die Ludwigshafener Schutzleute wieder Waffen tragen.

### Ruhestand
Zum 1. Januar 1920 trat der inzwischen kränkelnde Polizeirat Gustav Hatzfeld in den Ruhestand und zog sich ins Privatleben zurück. Sein Sohn Dr. August Hatzfeld war Mediziner und wirkte seit 1. September 1911 als erster Ludwigshafener Amts- und Schularzt. Gustav Hatzfeld starb 1930 und wurde gemäß eigenem Wunsch „in aller Stille“ auf dem Hauptfriedhof Ludwigshafen beigesetzt.

### Sonstiges
Nach dem Deutsch-Französischen Krieg von 1870/71 hatten sich überall Kriegervereine formiert, die sich zu Regional- und Landesverbänden zusammenschlossen. In der Pfalz bildete sich 1873 die „Pfälzische Kampfgenossenschaft“, mit über 30 000 Mitgliedern. Zweck des Verbandes war die Pflege vaterländischer und monarchischer Gesinnung sowie die Unterstützung in Not geratener Kameraden. Hier wurde Hatzfeld aktiv und ist öfter in Zeitungsberichten benamt. 1898 verfasste er eine 48-seitige Festschrift zum 25-jährigen Gründungsjubiläum der Vereinigung.

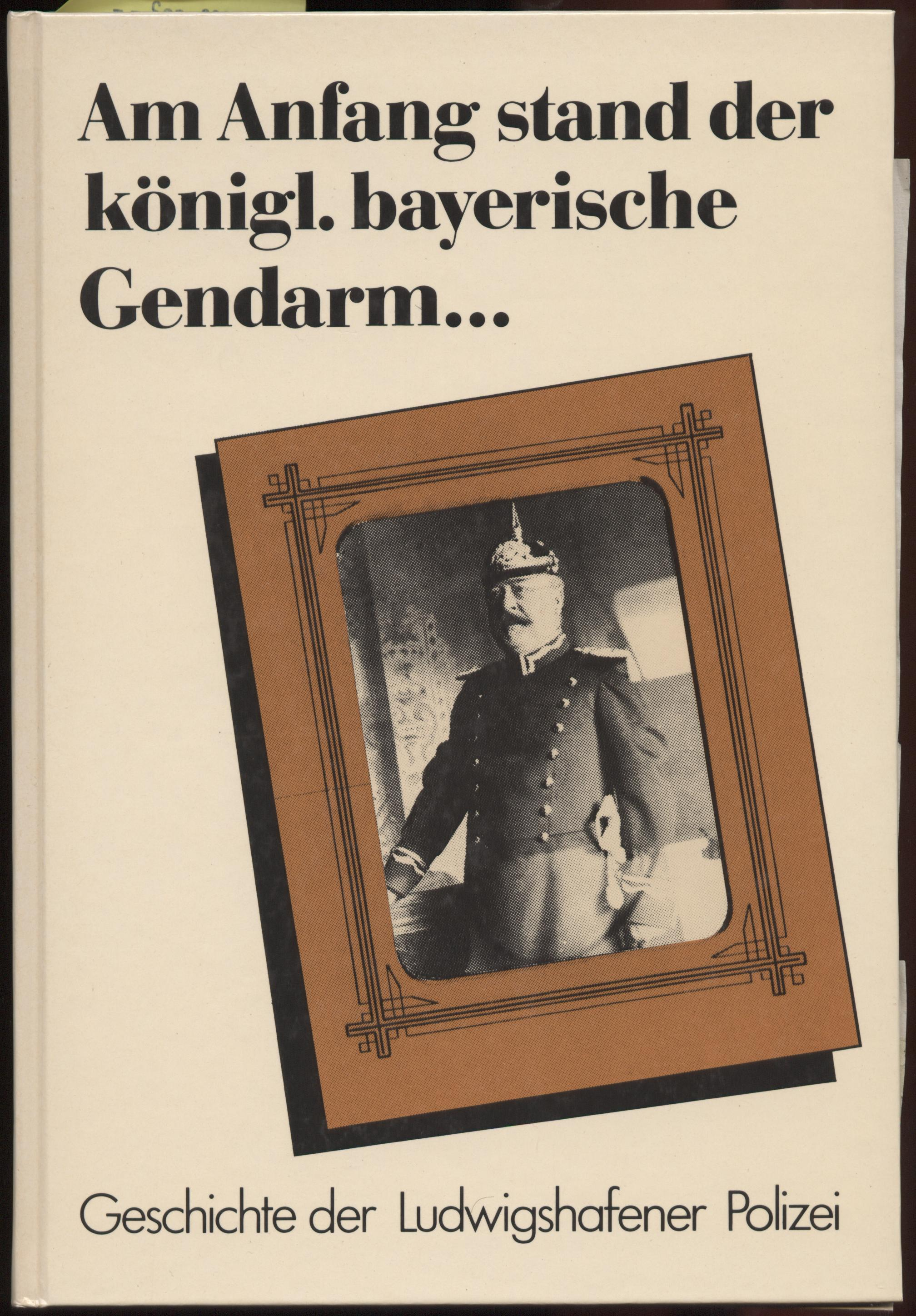
Buchcover mit dem Bild Gustav Hatzfelds

### Nachruhm
In dem lokalgeschichtlichen Buch „Am Anfang stand der Königlich Bayerische Gendarm – Geschichte der Ludwigshafener Polizei“ wird das verdienstvolle Wirken Gustav Hatzfelds eingehend beschrieben und gewürdigt. Dort heißt es u. a. über ihn: „Hatzfeld hat während seiner 34-jährigen Amtszeit das Gesicht der Ludwigshafener Polizei entscheidend mitgeprägt.“ Ebenso ziert Hatzfelds Foto das Buchcover und seine „Dienstvorschrift für die Schutzmannschaft der Stadt Ludwigshafen am Rhein“ ist als Anhang beigefügt. Offizielle Web-Seiten der Polizei Ludwigshafen und der Stadt Ludwigshafen weisen auf sein Wirken hin.